# Hala Gryfia
Hala Gryfia – wielofunkcyjna hala widowiskowo-sportowa w Słupsku otwarta w lipcu 1982 roku. Posiada 2454 miejsca siedzące. Swoje spotkania rozgrywa tu zespół Czarnych Słupsk.
Widowiskowo-sportowa hala Gryfia w Słupsku została uroczyście otwarta w lipcu 1982 roku, gdy rozegrano na niej międzypaństwowy mecz bokserski, w którym zmierzyły się ze sobą reprezentacje Polski i Finlandii. W 2000 roku obiekt przeszedł modernizację i został dostosowany do ówczesnych standardów stawianych przez Polską Ligę Koszykówki.
Z Hali Gryfia korzystają głównie koszykarze Czarnych Słupsk, którzy od sezonu 1999/2000 występują w rozgrywkach Polskiej Ligi Koszykówki. Poza tym z obiektu korzystały także siatkarki klubu Akademia Pomorska Czarni Słupsk i piłkarki ręczne Słupii Słupsk.
Od 2006 roku w obiekcie tym rozgrywany jest co roku towarzyski turniej piłki nożnej halowej o nazwie Amber Cup. Oprócz imprez sportowych obiekt wykorzystywany jest także do organizacji koncertów, widowisk i targów.